# 王諫
王諫，字惟允，浙江台州府黃岩縣人，明朝政治人物、進士出身。

## 生平
鄉試三十九名。洪武四年，會試第四名，登進士二甲，授工部主事。